# Ediciones Boixher
Ediciones Boixher fue una editorial española, ubicada en Barcelona, que publicó diversas colecciones de tebeos en la segunda mitad de la década de los sesenta del siglo pasado. 

## Colecciones de tebeos
| Título        | Año  | Guionista       | Dibujante   | Ejemplares | Tamaño  | Precio facial en pesetas |
| ------------- | ---- | --------------- | ----------- | ---------- | ------- | ------------------------ |
| Ögan          | 1966 | Mariano Hispano | César López | 5?         |         |                          |
| Agente C. Pol | 1968 | Pujolar         | Pujolar     |            | 21 x 15 |                          |
| Kalar         | 1969 |                 | Marco       |            | 21 x 15 |                          |